# Список ігор на Sega 32X

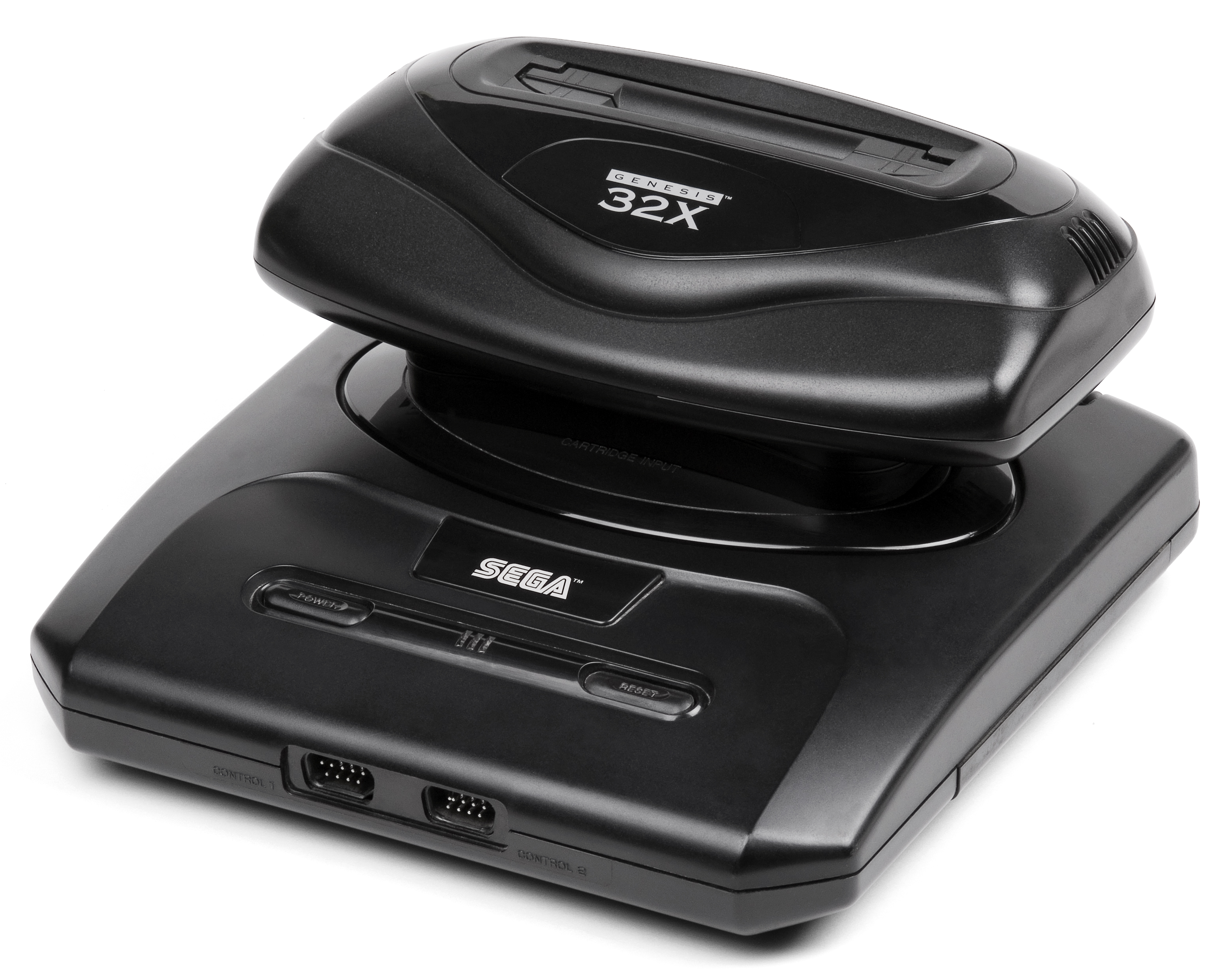
Sega 32X, вставлений до Sega Genesis

Sega 32X — доповнення до гральної приставки Sega Mega Drive (Sega Genesis у Північній Америці). Маючи кодову назву Project Mars, 32X була розроблена задля розширення можливості Mega Drive, при цьому вона мала підтримуватися до виходу Sega Saturn.. Як і Genesis, 32X мала власні ігрові картриджі та власну бібліотеку ігор. Всього на 32X було випущено 40 ігор, 36 з яких вийшли у Північній Америці (10 ексклюзивів), 27 на територіях регіону PAL (2 ексклюзиви), 18 у Японії (1 ексклюзив) та 2 у Бразилії (1 ексклюзив), а 6 вимагали як 32X, так і Sega CD.
На проведеній в червні 1994 Consumer Electronics Show, Sega вперше представила 32X, при цьому позиціонувала її як «те, що дозволить бідним грати в ігри наступного покоління». Спочатку продукт був задуманий Sega of Japan як абсолютно нова консоль, але за пропозицією керівника досліджень і розробок Sega of America Джо Міллера консоль було перероблено на надбудову до Mega Drive і стала більш потужною, з двома 32-розрядними чипами центрального процесора та 3D-графічним процесором. Попри ці зміни, консоль не змогла залучити ні розробників, ні споживачів, оскільки було оголошено, що Sega Saturn вийде вже наступного року. Частково через це, а також через поспішний випуск 32X на ринок, перед святковим сезоном 1994 року, надбудова страждала від малої бібліотеки ігор, які включали порти з Genesis із покращеною графікою. Спочатку випущений за ціною 159 доларів США, Sega знизила ціну до 99 доларів лише за кілька місяців і зрештою розпродала залишки за 19,95 доларів. Всього доповнень було продано по світу 800 000 одиниць.
У наведеному нижче списку містяться всі ігри, випущені для 32X, а також ігри, для яких були потрібні як 32X, так і Sega CD. Серед ігор для 32X були аркади Space Harrier і Star Wars Arcade, сайд-скролер з головним героєм колібрі в однойменній грі, ексклюзивна гра для 32X із серії Sonic the Hedgehog, Knuckles' Chaotix та Doom, версія для 32X, відзначилася проблемами з управлінням і тривалістю гри в порівнянні з іншими версіями. У ретроспективному огляді консолі, IGN визнала Star Wars Arcade найкращою грою для 32X за її кооперативну гру, саундтрек і точне відтворення пригод Зоряних війн.
| Код                   | Опис                                                          |
| --------------------- | ------------------------------------------------------------- |
| JP (Японія)           | Випуск в Японії (NTSC-J)                                      |
| NA (Північна Америка) | Випуск у Північній Америці та інших країн з NTSC, крім Японії |
| PAL                   | Випуск у Європі, Австралії, частини Азії                      |
| BR (Бразилія)         | Випуск в Бразилии                                             |

## Список ігор
| Назва                                                     | Розробник(и)                 | Видавець(і)                           | Ексклюзивність | Підтримка Sega Mega-CD | Рік  | Регіони     | Пр.           |
| --------------------------------------------------------- | ---------------------------- | ------------------------------------- | -------------- | ---------------------- | ---- | ----------- | ------------- |
| After Burner                                              | Sega                         | Sega                                  | Ні             | Ні                     | 1995 | JP, NA, PAL | [ 7 ] [ 8 ]   |
| BC Racers                                                 | Core Design                  | U.S. Gold                             | Ні             | Ні                     | 1995 | NA          | [ 9 ]         |
| Blackthorne                                               | Interplay Entertainment      | Interplay Entertainment (BR: Tec Toy) | Ні             | Ні                     | 1995 | NA, BR      | [ 10 ] [ 11 ] |
| Brutal: Paws of Fury                                      | GameTek                      | GameTak                               | Ні             | Ні                     | 1995 | NA          | [ 12 ]        |
| Corpse Killer                                             | Digital Pictures             | Digital Pictures                      | Ні             | Так                    | 1994 | NA, PAL     | [ 13 ]        |
| Cosmic Carnage (JP: Cyber Brawl)                          | Givro                        | Sega                                  | Так            | Ні                     | 1994 | JP, NA, PAL | [ 14 ]        |
| Darxide                                                   | Frontier Developments        | Sega                                  | Так            | Ні                     | 1995 | PAL         | [ 15 ]        |
| Doom                                                      | id Software                  | Sega                                  | Ні             | Ні                     | 1994 | JP, NA, PAL | [ 16 ]        |
| Fahrenheit                                                | Sega Studios                 | Sega                                  | Так            | Так                    | 1995 | NA          | [ 17 ] [ 18 ] |
| FIFA Soccer 96                                            | Extended Play Productions    | EA Sports                             | Ні             | Ні                     | 1995 | PAL         | [ 19 ]        |
| Golf Magazine: 36 Great Holes Starring Fred Couples       | Flashpoint Productions       | Sega                                  | Так            | Ні                     | 1994 | JP, NA, PAL | [ 20 ]        |
| Knuckles' Chaotix                                         | Sonic Team                   | Sega                                  | Так            | Ні                     | 1995 | JP, NA, PAL | [ 21 ]        |
| Kolibri                                                   | Novotrade International      | Sega                                  | Так            | Ні                     | 1995 | NA, PAL     | [ 22 ] [ 23 ] |
| Metal Head                                                | Sega                         | Sega                                  | Так            | Ні                     | 1995 | JP, NA, PAL | [ 24 ]        |
| Mortal Kombat II                                          | Probe Entertainment          | Acclaim Entertainment                 | Ні             | Ні                     | 1995 | JP, NA, PAL | [ 25 ]        |
| Motocross Championship                                    | Artech Digital Entertainment | Sega                                  | Ні             | Ні                     | 1995 | NA, PAL     | [ 26 ]        |
| NBA Jam Tournament Edition                                | Iguana Entertainment         | Acclaim Entertainment                 | Ні             | Ні                     | 1995 | JP, NA, PAL | [ 27 ]        |
| NFL Quarterback Club                                      | IGS Games                    | Acclaim Entertainment                 | Ні             | Ні                     | 1995 | JP, NA, PAL | [ 28 ]        |
| Night Trap                                                | Digital Pictures             | Sega                                  | Ні             | Так                    | 1994 | NA, PAL     | [ 29 ]        |
| Pitfall: The Mayan Adventure                              | Activision                   | Activision                            | Ні             | Ні                     | 1995 | NA          | [ 30 ]        |
| Primal Rage                                               | Probe Entertainment          | Time Warner Interactive               | Ні             | Ні                     | 1995 | NA, PAL     | [ 31 ]        |
| R.B.I. Baseball '95                                       | Time Warner Interactive      | Time Warner Interactive               | Ні             | Ні                     | 1995 | NA          | [ 32 ]        |
| Sangokushi IV                                             | Koei                         | Koei                                  | Ні             | Ні                     | 1995 | JP          | [ 33 ]        |
| Shadow Squadron (Stellar Assault у JP і PAL)              | Sega                         | Sega                                  | Так            | Ні                     | 1995 | JP, NA, PAL | [ 34 ]        |
| Slam City with Scottie Pippen                             | Digital Pictures             | Digital Pictures                      | Ні             | Так                    | 1995 | NA, PAL     | [ 35 ]        |
| Space Harrier                                             | Sega AM2                     | Sega                                  | Ні             | Ні                     | 1994 | JP, NA, PAL | [ 36 ]        |
| Spider-Man: Web of Fire                                   | BlueSky Software             | Sega                                  | Так            | Ні                     | 1996 | NA          | [ 37 ]        |
| Star Trek: Starfleet Academy - Starship Bridge Simulator  | Interplay Entertainment      | Interplay Entertainment               | Ні             | Ні                     | 1995 | NA          | [ 38 ]        |
| Star Wars Arcade                                          | Sega Interactive             | Sega                                  | Так            | Ні                     | 1994 | JP, NA, PAL | [ 5 ]         |
| Supreme Warrior                                           | Digital Pictures             | Digital Pictures                      | Ні             | Так                    | 1995 | NA, PAL     | [ 39 ]        |
| Surgical Strike                                           | The Code Monkeys             | Tec Toy                               | Так            | Так                    | 1995 | BR          | [ 40 ]        |
| T-MEK                                                     | Bits Studios                 | Time Warner Interactive               | Ні             | Ні                     | 1995 | NA, PAL     | [ 41 ]        |
| Tempo                                                     | Sega, Red Company            | Sega                                  | Так            | Ні                     | 1995 | JP, NA      | [ 42 ]        |
| Toughman Contest                                          | Visual Concepts              | Electronic Arts                       | Ні             | Ні                     | 1995 | NA, PAL     | [ 43 ]        |
| Virtua Fighter                                            | Sega AM2                     | Sega                                  | Ні             | Ні                     | 1995 | JP, NA, PAL | [ 44 ]        |
| Virtua Racing Deluxe                                      | Sega AM2                     | Sega                                  | Ні             | Ні                     | 1994 | JP, NA, PAL | [ 45 ]        |
| World Series Baseball '95                                 | Blu Sky Software             | Sega                                  | Так            | Ні                     | 1995 | NA          | [ 46 ] [ 47 ] |
| WWF Raw                                                   | Sculptured Software          | Acclaim Entertainment                 | Ні             | Ні                     | 1995 | JP, NA, PAL | [ 48 ]        |
| WWF WrestleMania: The Arcade Game                         | Sculptured Software          | Acclaim Entertainment                 | Ні             | Ні                     | 1995 | NA          | [ 49 ]        |
| Zaxxon's Motherbase 2000 (EU: Motherbase/ Jap: Parasquad) | CSK Research Institute       | Sega                                  | Так            | Ні                     | 1995 | JP, NA, PAL | [ 50 ]        |

## Скасовані ігри
| Назва                                 | Розробник(и)       | Видавець(і) | Посилання     |
| ------------------------------------- | ------------------ | ----------- | ------------- |
| 32 Xtreme                             | Sega               | Sega        | [ 51 ]        |
| A Town Called Chaos, New Mexico       |                    |             | [ 52 ]        |
| B.A.N.E.                              |                    |             | [ 52 ]        |
| Boogerman: A Pick and Flick Adventure |                    |             | [ 53 ]        |
| Castlevania: Bloodletting             | Konami             | Konami      | [ 54 ] [ 55 ] |
| NBA Action '95                        | Gray Matter        | Sega        | [ 56 ]        |
| Primetime NFL Football                |                    |             | [ 57 ]        |
| Ratchet and Bolt                      | Sega               | Sega        | [ 58 ]        |
| Saban's VR Troopers                   | Syrox Developments | Sega        | [ 59 ]        |
| SegaSonic the Hedgehog                | Sega AM3           | Sega        | [ 60 ] [ 61 ] |
| Sonic Sports                          |                    | Sega        | [ 62 ]        |
| Thunderhawk                           |                    |             | [ 63 ]        |
| Soul Star X                           |                    |             | [ 63 ]        |
| Virtua Hamster                        | Sega               | Sega        | [ 64 ]        |
| X-Men: Mind Games                     |                    |             | [ 65 ]        |